# Carlos José Castilho
Carlos José Castilho (Rio de Janeiro, 27 november 1927 – aldaar, 2 februari 1987) was een Braziliaanse voetballer als doelman en later als trainer. 

## Biografie
Hij begon zijn carrière bij Olaria, een kleinere club uit Rio en maakte al snel de overstap naar Fluminense, waarvoor hij 18 jaar zou spelen. Met de club won hij drie keer het Campeonato Carioca, één keer het Torneio Municipal, twee keer het Torneio Início, twee keer het meer prestigieuzere Torneio Rio-São Paulo en in 1952 ook het internationale toernooi Copa Rio. In 1957 blesseerde hij zich aan een vinger en zou twee maanden moeten herstellen, echter koos hij ervoor om de vinger te amputeren zodat hij na twee weken terug kon spelen. Hij speelde 697 voor Fluminense, een clubrecord. In 1965 beëindigde hij zijn carrière bij Paysandu, waarmee hij het Campeonato Paraense won. Hij werd later uitgeroepen tot beste speler in de clubgeschiedenis.
Hij speelde ook voor het nationale elftal. In 1952 won hij met zijn elftal het Pan-Amerikaans voetbalkampioenschap. Hij zat ook in de selectie voor vier opeenvolgene WK's van 1950 tot 1962. In 1950 kwam hij niet aan spelen toe doordat Barbosa eerste keuze was. Hij speelde wel op het WK 1954, waar de Brazilianen eruit gingen in de kwartfinale in de gewelddadige wedstrijd die de geschiedenis inging als de Slag van Bern. In 1958 droeg hij het rugnummer 1, maar was toch niet eerste doelman, die plaats was voor Gilmar weggelegd. Ook vier jaar later stond hij als tweede man achter Gilmar. De Brazilianen wonnen wel beide WK's. 
Na zijn spelerscarrière werd hij trainer. In 1977 leidde hij Operário, een club uit een kleinere competitie naar de halve finales om de Braziliaanse landstitel. Met Santos won hij in 1984 met Campeonato Paulista. 
Op 2 februari 1987 pleegde hij zelfmoord. 
1 Castilho ·
2 Bellini  ·
3 Nílton Santos ·
4 Djalma Santos ·
5 Dino Sani ·
6 Didi ·
7 Zagallo ·
8 Oreco ·
9 Zózimo ·
10 Pelé ·
11 Garrincha ·
12 Gilmar ·
13 Moacir ·
14 De Sordi ·
15 Orlando ·
16 Mauro Ramos ·
17 Joel ·
18 Altafini ·
19 Zito ·
20 Vava ·
21 Dida ·
22 Pepe ·
Coach: Feola
1 Gilmar ·
2 Djalma Santos ·
3 Mauro Ramos  ·
4 Zito ·
5 Zózimo ·
6 Nílton Santos ·
7 Garrincha ·
8 Didi ·
9 Coutinho ·
10 Pelé ·
11 Pepe ·
12 Jair Marinho ·
13 Bellini ·
14 Jurandir ·
15 Altair ·
16 Zequinha ·
17 Mengálvio ·
18 Jair ·
19 Vavá ·
20 Amarildo ·
21 Zagallo ·
22 Castilho ·
Coach: Moreira